# 팔리에타
팔리에타(이탈리아어: Paglieta)는 이탈리아 아브루초주 키에티도에 있는 코무네이다.